# Tuolumne County
Tuolumne County, officieel de County of Tuolumne, is een van de 58 county's in de Amerikaanse deelstaat Californië. De county ligt in de Sierra Nevada, ten noorden van de Yosemite Valley en ten westen van Mono Lake. Het noorden van het Yosemite National Park ligt in Tuolumne County.
Er wonen zo'n 55.000 mensen in Tuolumne County, verspreid over tientallen dorpen en gehuchten. De enige stad en hoofdplaats is Sonora, waar bijna 5.000 mensen wonen.
De naam is van indiaanse oorsprong, al is de betekenis en de precieze oorsprong onduidelijk.

## Geografie
Tuolumne County heeft een totale oppervlakte van 5.890 km². Daarvan is 140 km² water. De county grenst aan Alpine County in het noorden, Calaveras County in het noordwesten, Stanislaus County in het zuidwesten, Mariposa County in het zuiden, Madera County in het zuidoosten en Mono County in het oosten.

### Steden en dorpen
- Chinese Camp
- Columbia
- Confidence
- East Sonora
- Groveland-Big Oak Flat
- Jamestown
- Mi-Wuk Village
- Moccasin
- Mono Vista
- Phoenix Lake-Cedar Ridge
- Sonora
- Soulsbyville
- Tuolumne City
- Twain Harte